# Kira Toussaint
Kira Marije Toussaint (Amstelveen, 22 mei 1994) is een Nederlandse zwemster. Haar specialiteit is rugslag. Op 14 november 2020 zwom zij in Boedapest het wereldrecord 50 meter rugslag. In 2021 won zij op de EK Kortebaan goud op de 50, de 100 en de 200m rugslag en op de 4 × 50m wisselslag gemengd, en zilver op de 4 x 50m vrije slag voor vrouwen.

## Biografie

### Afkomst
Toussaint is de dochter van olympisch zwemkampioene Jolanda de Rover en bewegingswetenschapper Huub Toussaint.

### Carrière
Toussaint veroverde haar eerste NK-medaille, brons op de 100 meter rugslag, op de Open Nederlandse kampioenschappen kortebaanzwemmen 2009 in Amsterdam. De Nederlandse nam deel aan de Europese jeugdkampioenschappen zwemmen 2010 in Helsinki, op dit toernooi eindigde ze als vierde op de 50 meter vlinderslag en als negende op de 50 meter rugslag. Bij haar internationale seniorendebuut, op de Europese kampioenschappen kortebaanzwemmen 2011 in Szczecin, werd Toussaint uitgeschakeld in de halve finales van zowel de 50 als de 100 meter rugslag en in de series van de 200 meter rugslag en de 50 vlinderslag. In de 4×50 meter wisselslagestafette zwom zij in de finale de vlinderslag. De ploeg eindigde op de achtste plaats.
Op de Europese kampioenschappen zwemmen 2012 in Debrecen strandde ze in de halve finales van zowel de 50 als de 200 meter rugslag, op de 100 meter rugslag werd ze gediskwalificeerd in de series doordat zij te lang onderwater zwom. Tijdens de Open Nederlandse kampioenschappen zwemmen 2012 in Amsterdam werd Toussaint, op de 200 meter rugslag, voor de eerste maal in haar carrière Nederlands kampioene. In de zomer van 2012 verruilde ze het Nationaal Zweminstituut Amsterdam voor het Nationaal Zweminstituut Eindhoven. Tijdens de Europese kampioenschappen kortebaanzwemmen 2012 in Chartres verbeterde Toussaint in de halve finales van de 100 meter rugslag het Nederlands record met een tijd van 57.16. In de finale eindigde zij als vierde in een tijd van 58.23. In de finale van de 50 meter rugslag eindigde zij als achtste. De finale van de 200 meter rugslag heeft zij afgezegd.
In april 2016 plaatste Toussaint zich voor de Olympische Spelen in Rio de Janeiro door op de 100 meter rugslag precies de vereiste limiet van 1.00,25 te zwemmen. Ook plaatste ze zich hiermee voor de Europese Kampioenschappen in Londen. Hier kwam ze door een blessure niet in actie. In augustus 2016 maakte Toussaint haar debuut op de Olympische Spelen in Rio de Janeiro. In de series zwom zij een tijd van 1.01,17 en werd daarmee achttiende. 
In oktober 2016 plaatste Toussaint zich via wedstrijden in de Verenigde Staten voor de Wereldkampioenschappen kortebaanzwemmen 2016 in het Canadese Windsor. Op zowel de 50 meter als de 100 meter rugslag haalde zij de halve finales waarin zij respectievelijk een negende en twaalfde plaats behaalde. Op de 200 meter rugslag werd zij met een achttiende plaats in de series uitgeschakeld. 
Tijdens de Wereldkampioenschappen zwemmen 2017 in Boedapest behaalde Toussaint op de 100 meter rugslag de zestiende plaats in de halve finales. Op de 50 meter rugslag haalde zij een zeventiende plaats in de series en werd daarmee nipt uitgeschakeld voor de halve finales. 
In december 2017 zwom Toussaint tijdens de Europese Kampioenschappen kortebaanzwemmen in Kopenhagen haar beste internationale toernooi tot dan toe. Op de 100 meter rugslag verbeterde zij haar Nederlands record naar 56,21 en won daarmee het zilver op deze afstand. Samen met Arno Kamminga, Joeri Verlinden en Ranomi Kromowidjojo won zij goud op op de 4×50 meter wisselslag gemengd. Ook op de 4×50 meter vrije slag won zij goud dankzij haar aandeel in de series van deze afstand.
Tijdens de The Hague Swimcup in april 2018 zwom Toussaint op de 100 meter rugslag een tijd van 59,94 en werd daarmee de eerste Nederlandse vrouw die op deze afstand op de langebaan onder de minuut zwom. Een week later scherpte zij haar Nederlands record aan tot 59,88 bij de Swimcup Eindhoven.
Bij een dopingcontrole op 2 november 2018 werd Toussaint door het dopinglab in Beijing positief bevonden op het gebruik van het verboden middel tulobuterol, een medicijn dat de luchtwegen verwijdt. In maart 2019 bleek dat het ging om een ander niet verboden middel, waarvan Toussaint vooraf gemeld had dat ze het innam.
Bij de Olympische Spelen in Tokio plaatste Toussaint zich op 26 juli 2021 voor de finale op de 100 meter rugslag. Met 59,09 zette zij de vierde tijd neer in haar halve finale en daarmee plaatste ze zich als zevende en voorlaatste voor de eindstrijd.

### Clubs
Ze trainde tot eind 2017 in Knoxville, Tennessee bij de University of Tennessee onder leiding van Matt Kredich, Lance Asti en Ashley Jahn. In Nederland traint zij nu bij het Nationaal Trainingscentrum (NTC) Amsterdam en komt zij uit voor zwemvereniging De Dolfijn.

## Resultaten

### Internationale toernooien
| Jaar  | Olympische Spelen                                                                       | WK langebaan | WK kortebaan                                                                               | EK langebaan                                                                    | EK kortebaan |
| ----- | --------------------------------------------------------------------------------------- | --- | ------------------------------------------------------------------------------------------ | ------------------------------------------------------------------------------- | --- |
| 2011  |                                                                                         | geen deelname |                                                                                            |                                                                                 | 14e 50m rugslag 16e 100m rugslag 12e 200m rugslag 8e 4×50m wisselslag                                           |
| 2012  | geen deelname                                                                           | | 16e 50m rugslag 11e 100m rugslag                                                           | 16e 50m rugslag DQ 100m rugslag 10e 200m rugslag                                | 8e 50m rugslag 4e 100m rugslag                                                                                  |
| 2013  |                                                                                         | geen deelname |                                                                                            |                                                                                 | geen deelname                                                                                                   |
| 2014  |                                                                                         | geen deelname | geen deelname                                                                              |                                                                                 | |
| 2015  | geen deelname                                                                           | |                                                                                            | geen deelname                                                                   | |
| 2016  | 18e 100m rugslag                                                                        | | 9e 50m rugslag 12e 100m rugslag 18e 200m rugslag                                           | geen deelname                                                                   | |
| 2017  |                                                                                         | 17e 50m rugslag 16e 100m rugslag |                                                                                            |                                                                                 | 100m rugslag · 4×50m vrije slag · Toussaint zwom enkel de series · 4×50m wisselslag gemengd                     |
| 2018  |                                                                                         | | geen deelname                                                                              | 8e 50m rugslag · 8e 100m rugslag · 4×100m vrije slag                            | |
| 2019  |                                                                                         | 8e 50m rugslag 13e 100m rugslag 4e 4×100m vrije slag 10e 4×100 meter wisselslag 6e 4×100m vrije slag gemengd Toussaint zwom enkel de series DSQ 4×100m wisselslag gemengd |                                                                                            |                                                                                 | 100m rugslag · 200m rugslag · 4×50m vrije slag · 4×50m wisselslag gemengd · 50m rugslag · 13e 50m vrije slag ·  |
| 2020* | 4e 4x100m vrije slag 7e 100m rugslag 6e 4×100m wisselslag gemengd 10e 4×100m wisselslag | | 4x50m wisselslag · 4e 100m rugslag · 4x50m vrije slag gemengd · 4x50m wisselslag gemengd · | 4×100m vrije slag · 50m rugslag · 4×100m wisselslag gemengd · 4e 100m rugslag · | |
| 2021  |                                                                                         | |                                                                                            |                                                                                 | 4x50m vrije slag · 200m rugslag · 4e 4x50m wisselslag · 50m rugslag · 100m rugslag · 4x50m wisselslag gemengd · |
| 2022  |                                                                                         | 6e 100m rugslag · 4×100m wisselslag gemengd · 8e 50m rugslag · | 5e 4×100m vrije slag · 4×50m vrije slag ·                                                  | 4x100m wisselslag gemengd · 4e 50m rugslag · 100m rugslag · 4x100m wisselslag   | |
| 2023  |                                                                                         | 21e 50m rugslag 12e 100m rugslag |                                                                                            |                                                                                 | 5e 4x50m vrije slag · 50m rugslag · 100m rugslag · 4e 4x50m vrije slag gemengd · 4x50m wisselslag gemengd       |
| 2024  | 14e 100m rugslag                                                                        | 4x100m vrije slag · 8e 100m rugslag · |                                                                                            |                                                                                 | |

 *) De internationale toernooien die in 2020 zouden plaatsvinden werden vanwege de coronapandemie uitgesteld tot 2021.

### Nederlandse kampioenschappen zwemmen
| Jaar | NK Langebaan                                                                           | NK Kortebaan                                                                               |
| ---- | -------------------------------------------------------------------------------------- | ------------------------------------------------------------------------------------------ |
| 2008 | geen deelname                                                                          | 6e 50m rugslag 8e 100m rugslag                                                             |
| 2009 | 8e 50m rugslag 8e 100m rugslag 6e 200m rugslag 11e 50m vlinderslag                     | 7e 50m rugslag · 100m rugslag · 4e 200m rugslag · DQ 50m vlinderslag · 8e 100m vlinderslag |
| 2010 | 7e 50m rugslag 9e 100m rugslag 7e 200m rugslag 4e 50m vlinderslag 11e 100m vlinderslag | 9e 50m rugslag · 100m rugslag · 8e 200m rugslag · 8e 50m vlinderslag                       |
| 2011 | 50m rugslag · 4e 100m rugslag · 200m rugslag · 7e 50m vlinderslag                      | 4e 50m rugslag 6e 100m rugslag 8e 200m rugslag 12e 50m vlinderslag                         |
| 2012 | 50m rugslag · 200m rugslag                                                             | 50m rugslag · 100m rugslag                                                                 |
| 2013 | geen deelname                                                                          | geen deelname                                                                              |
| 2014 | 9e 50m rugslag · 100m rugslag · 200m rugslag                                           | 50m rugslag · 100m rugslag                                                                 |
| 2015 | geen deelname                                                                          | geen deelname                                                                              |
| 2016 | 50m rugslag · 100m rugslag · 200m rugslag · 18e 100m vrije slag                        | geen deelname                                                                              |
| 2017 | 50m rugslag · 100m rugslag · 11e 100m vrije slag                                       | geen deelname                                                                              |

## Persoonlijke records
Bijgewerkt tot en met 4 november 2021

### Kortebaan
| Afstand      | Tijd       | Datum            | Plaats    |
| ------------ | ---------- | ---------------- | --------- |
| 50m rugslag  | WR 25,60   | 14 november 2020 | Boedapest |
| 100m rugslag | NR 55,17   | 4 december 2019  | Glasgow   |
| 200m rugslag | NR 2.01,26 | 4 november 2021  | Kazan     |

### Langebaan
| Afstand      | Tijd        | Datum         | Plaats    |
| ------------ | ----------- | ------------- | --------- |
| 50m rugslag  | ER NR 27,10 | 10 april 2021 | Eindhoven |
| 100m rugslag | NR 58,65    | 11 april 2021 | Eindhoven |
| 200m rugslag | 2.10,02     | 9 april 2021  | Eindhoven |